# 葉永秀
葉永秀（1462年—？），字汝實，廣東廣州府東莞縣人，民籍，明朝政治人物。

## 生平
成化十六年（1480年）庚子科廣東鄉試第十八名舉人。弘治三年（1490年）中式庚戌科會試第一百八十三名，三甲第一百三十名進士。四年授浙江乌程县知县，九年行取，都察院理刑，十一年十二月實授湖广道监察御史，明武宗時出任卫辉府知府，正德五年（1510年）十二月升陕西按察司副使。

## 家族
曾祖葉祖全；祖父葉景芳；父葉青，訓導。母朱氏。